# Ruspolia nitidula
Il conocefalo grosso (Ruspolia nitidula (Scopoli, 1786)) è un insetto dell'ordine degli ortotteri e della famiglia dei tettigonidi.

## Descrizione

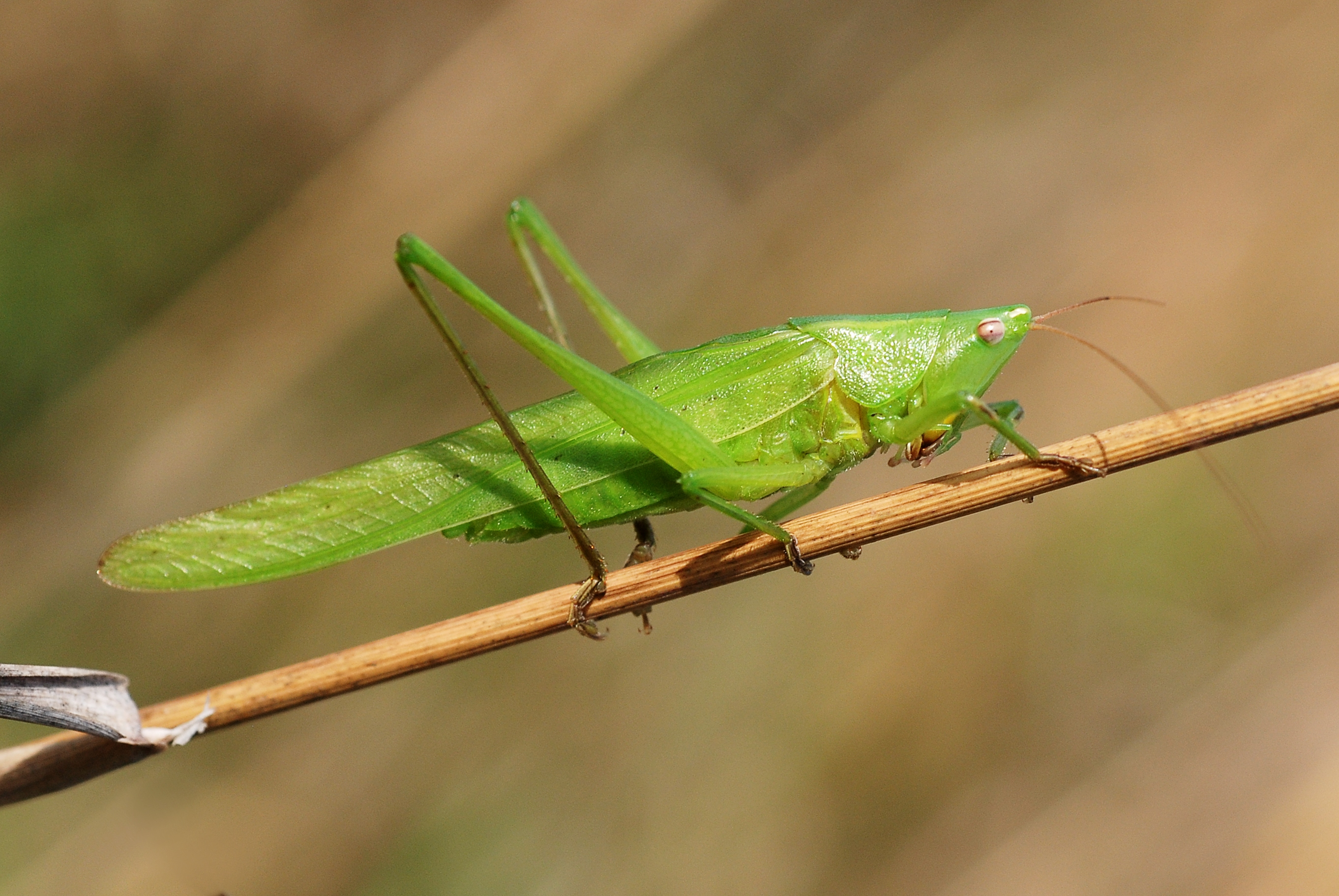
Maschio fotografato a Saint-Laurent-du-Verdon (Francia)

Ortottero di colore verde chiaro, raramente brunastro o rosso-violaceo; le antenne e la parte terminale delle zampe sono brune mentre le mandibole sono gialle, una colorazione però poco evidente negli esemplari non verdi.
Come negli altri conocefali, il capo di questa specie ha una forma peculiare, che forma un angolo di circa 45° fra la "fronte" e la bocca. Le ali superano di un bel pezzo il termine dell'addome.
Il maschio raggiungere i 20–30 mm; la femmina, più grande, cresce fino a 24–32 mm e presenta un ovopositore lungo generalmente fino alla punta delle ali (circa 17–25 mm).

## Biologia
Si tratta di una specie prevalentemente erbivora.
Non è chiaro se il suo ciclo di vita sia annuale o biennale: l'adulto è prevalentemente notturno, e attivo da luglio a ottobre, e depone le uova all'interno di guaine fogliari. La larva cresce molto dopo rispetto alle altre specie di cavallette, e passa attraverso 5-6 fasi prima di giungere a maturazione.
Il frinito del conocefalo grosso consiste in un forte ronzio intervallato da fischi acutissimi; nello specifico, si tratta di sillabe uniformi ripetute 70-100 volte al secondo, mentre i fischi si susseguono ogni 1-4 secondi, e il tutto oscilla fra i 5,5 e i 35 kHz. Emesso solo dai maschi, che generalmente si dispongono a testa in giù, è uno dei canti più forti tra le cavallette europee e può essere sentito fino a 50 metri di distanza; un esemplare può frinire ininterrottamente per diversi minuti.

## Distribuzione e habitat

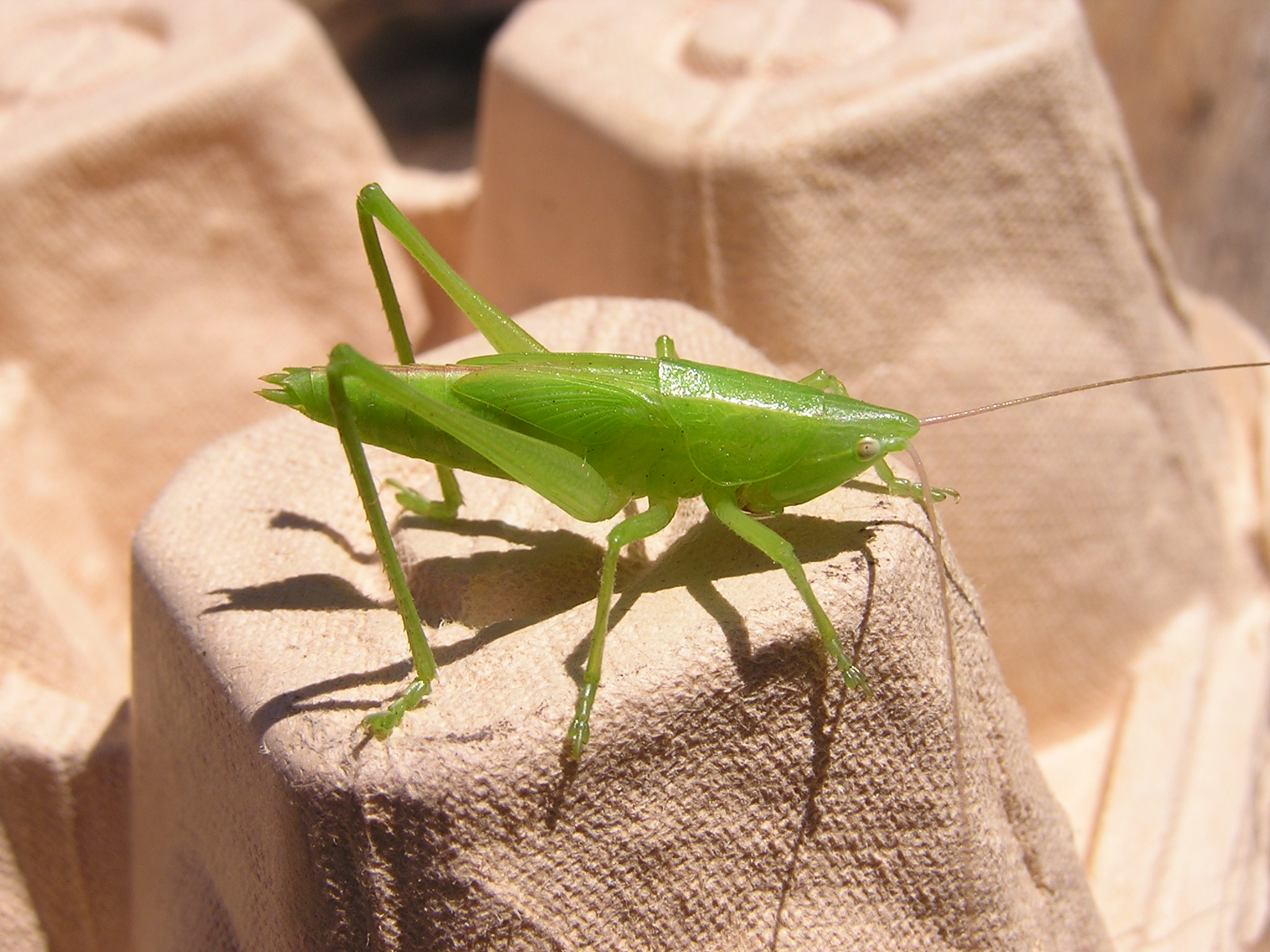
Maschio allo stadio ninfale fotografato a Bilosarajs'ka kosa (distretto di Manhuš, Ucraina)

La specie frequenta i prati umidi, le rive e le zone salmastre, ma si adatta anche agli ambienti secchi e urbani.
È più frequente nelle regioni mediterranee, rarefacendosi nell'entroterra europeo. Per quanto riguarda l'Europa continentale, la sua presenza è attestata nelle penisole iberica, italiana e balcanica, in buona parte dell'Europa centrale, in Francia ed Ucraina; è documentato inoltre in quasi tutte le isole del Mediterraneo, nelle Canarie e in Gran Bretagna. In Germania è rara, rinvenuta solo nei pressi del lago di Costanza, e quindi è protetta.